# Лема Штайніца про заміну
Лема Штайніца про заміну — твердження в лінійній алгебрі про те, що довільну множину лінійно незалежних векторів у (скінченновимірному) лінійному просторі можна доповнити до базису простору елементами деякого заданого базису. Лема використовується в доведенні твердження про однакову кількість елементів у всіх базисах скінченновимірного лінійного простору.
Названа на честь німецького математика Ернста Штайніца.

## Твердження леми
Нехай {\displaystyle X=\{v_{1},\ldots ,v_{n}\}} — базис лінійного простору {\displaystyle V,} а {\displaystyle Y=\{w_{1},\ldots w_{s}\}} — множина лінійно незалежних векторів. Тоді:
1. {\displaystyle s\leqslant n}
2. Серед векторів {\displaystyle v_{1},\ldots ,v_{n}} можна вибрати підмножину {\displaystyle X'} з {\displaystyle n-s} векторів, які разом з {\displaystyle w_{1},\ldots w_{s}} утворюють базис простору {\displaystyle V}.

### Доведення
Доведення здійснюється методом математичної індукції за величиною {\displaystyle s=|Y|}.
Для {\displaystyle s=0}, {\displaystyle Y} є пустою множиною і тоді {\displaystyle X'=X}.
Припустимо твердження є справедливим для всіх множин {\displaystyle Y}, для яких {\displaystyle |Y|=s-1}. Покажемо справедливість для {\displaystyle |Y|=s}.
Визначимо множину {\displaystyle Y=\{w_{1},\ldots w_{s}\}} і {\displaystyle Y_{1}=\{w_{1},\ldots w_{s-1}\}}. З припущення індукції {\displaystyle s-1\leqslant n} і існує підмножина {\displaystyle X'_{1}\subset X}, така що {\displaystyle |X'_{1}|=n-(s-1)} і {\displaystyle \langle X'_{1}\cup Y_{1}\rangle =V}. Для визначеності припустимо що {\displaystyle X'_{1}=\lbrace v_{1},\ldots ,v_{n-s+1}\rbrace }.
Оскільки множина {\displaystyle \langle X'_{1}\cup Y_{1}\rangle =\langle v_{1},\ldots ,v_{n-s+1},w_{1},\ldots w_{s-1}\rangle } є базисом лінійного простору то:
{\displaystyle w_{s}=\alpha _{1}v_{1}+\ldots +\alpha _{n-s+1}v_{n-s+1}+\beta _{1}w_{1}+\ldots \beta _{s-1}w_{s-1}}
для деяких скалярів {\displaystyle \alpha _{i},\beta _{i}}.
Для деякого {\displaystyle i}, виконується {\displaystyle \alpha _{i}\neq 0}, бо в іншому разі {\displaystyle w_{s}=\beta _{1}w_{1}+\ldots \beta _{s-1}w_{s-1}}, що суперечить лінійній незалежності векторів з {\displaystyle Y}. Без втрати загальності нехай {\displaystyle \alpha _{n-s+1}\neq 0}.
Тоді 
{\displaystyle v_{n-s+1}=\alpha _{n-s+1}^{-1}(w_{s}-\alpha _{1}v_{1}-\ldots -\alpha _{n-s}v_{n-s}-\beta _{1}w_{1}-\ldots \beta _{s-1}w_{s-1})}.
Тоді  {\displaystyle V=\langle v_{1},\ldots ,v_{n-s},w_{1},\ldots w_{s}\rangle }, тобто для кожного {\displaystyle v\in V} визначені скаляри {\displaystyle \alpha _{i}',\beta _{i}'}, для яких
{\displaystyle v=\alpha _{1}'v_{1}+\ldots +\alpha _{n-s+1}'v_{n-s+1}+\beta _{1}'w_{1}+\ldots \beta _{s-1}'w_{s-1}}.
Достатньо взяти {\displaystyle X'=\{v_{1},\ldots ,v_{n-s}\}}. Тоді {\displaystyle \langle X'\cup Y\rangle =V}.
Також {\displaystyle s-1<n}. Якщо б було {\displaystyle s-1=n}, то {\displaystyle \langle Y_{1}\rangle =V} і відповідно {\displaystyle w_{s}\in \langle Y_{1}\rangle }, що суперечило б лінійній незалежності {\displaystyle Y}. Оскільки {\displaystyle s-1}< {\displaystyle n} то {\displaystyle s\leqslant n}.